# Consalvo Sanesi
Consalvo Sanesi, född 28 mars 1911 i Terranuova Bracciolini, Arezzo, död 28 juli 1998 i Milano, var en italiensk racerförare. 

## Racingkarriär
Sanesi var testförare för Alfa Romeos fabriksteam och körde fem formel 1-lopp under de första säsongerna. Sedan Alfa Romeo lagt ned sitt F1-stall körde han sportvagnsracing. Han avslutade sin karriär efter en allvarlig olycka vid Sebring 12-timmars 1964.

## F1-karriär
| Säsong | Stall/Tillverkare | Poäng | Placering |
| ------ | ----------------- | ----- | --------- |
| 1950   | Alfa Romeo SpA    | 0     | -         |
| 1951   | Alfa Romeo SpA    | 3     | 12        |